# Полёт тела
Полёт тела (англ. bodyflight) — это термин в аэротрубном виде парашютного спорта и парашютном спорте (скайдайвинге), означающий нахождение или перемещение тела (системы тел) в воздушном потоке. Один из наиболее динамично развивающихся видов спорта в мире. В аэротрубном виде парашютного спорта и парашютном спорте полет тела осуществляется с помощью воздействия воздушного потока на определенные поверхности тела, для управления телом можно использовать любые подвижные мышечными усилиями части тела.
Как инструмент для обучения контроля полета тела существует вертикальная аэродинамическая труба, которая дает возможность летать в воздухе, имитируя свободное падение за счет создаваемого воздушного потока (в среднем, около 190 км/ч).
Полет тела включает в себя различные полетные позы и перемещения и полетные транзиты, при комбинировании которых образуются полетные элементы (трюки).
Полетной позой называется контролируемое мышечными усилиями положение тела в воздушном потоке. Существует множество различных поз, таких как «Богомол», «Шмель», «Дракон» и другие. Полетным перемещением является перемещение или вращение тела в воздушном потоке в определенном направлении. Полетный транзит — это переход из одной полетной позы в другую (изменение площадей тела на которые воздействует воздушный поток).

## Полетные позы
- Медведь
- Шмель
- Кот
- Курица
- Стрекоза
- Орел
- Лотос
- Богомол
- Ленивец
- Звезда